# Spanky and Our Gang
Spanky and Our Gang fue una banda estadounidense de sunshine pop de los años 60 dirigida por Elaine "Spanky" McFarlane. La banda deriva su nombre de las comedias Our Gang de Hal Roach de la década de 1930 (conocidas por el público moderno como The Little Rascals), debido a la similitud de su apellido con el de George McFarland (Spanky). El grupo era conocido por sus armonías vocales.

## Historia y trabajo

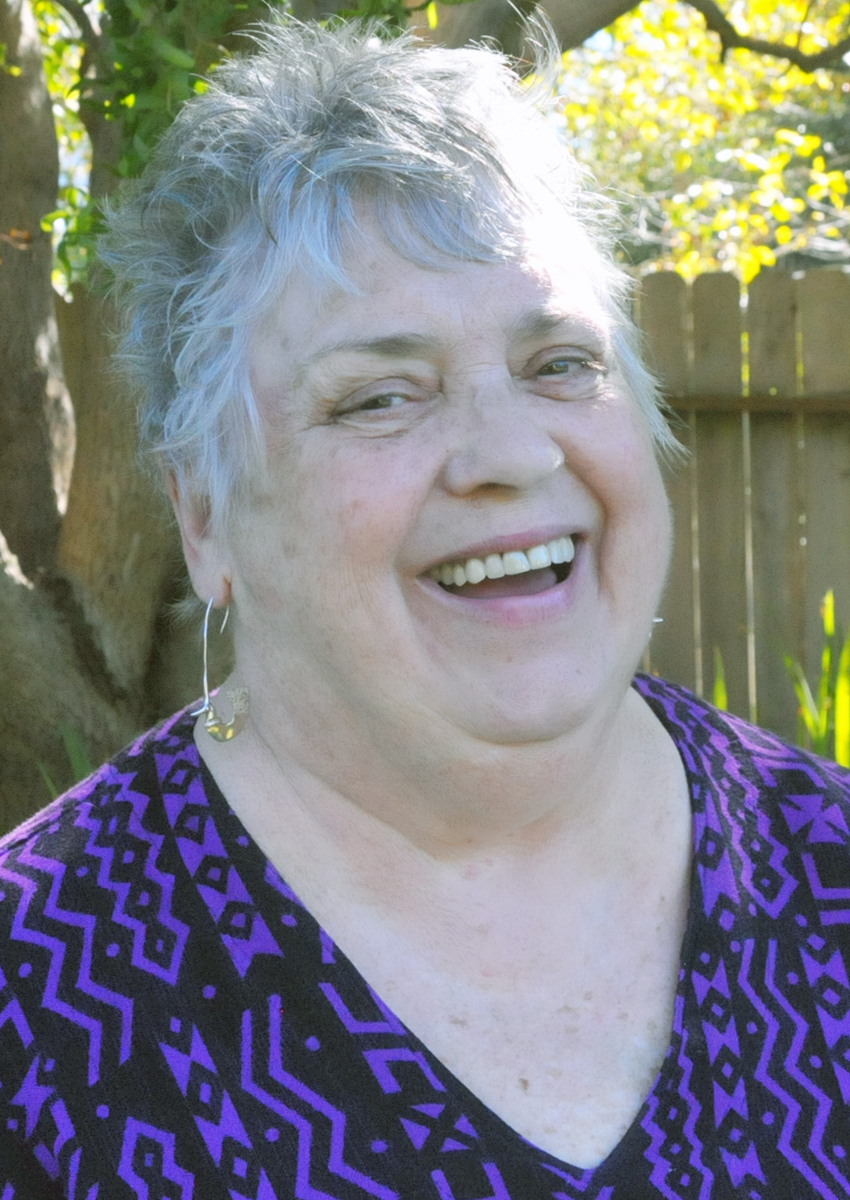
Spanky McFarlane (2015)

El primer álbum del grupo fue lanzado por Mercury Records el 1 de agosto de 1967, con tres canciones populares que se lanzaron como sencillos. Estos fueron "Sunday Will Never Be the Same" (su mayor éxito, que alcanzó el número 9 en la lista Billboard Hot 100 de EE. UU. en el verano de 1967), seguido de "Making Every Minute Count" (alcanzó el número 31 / No 23 en Canadá) y "Lazy Day" (alcanzó el puesto 14). Tanto "Sunday Will Never Be The Same" como "Lazy Day" vendieron más de un millón de copias. "Sunday Will Never Be the Same" fue escrito por Terry Cashman y Gene Pistilli. En una entrevista de Cashman en el sitio web Songfacts, reveló que la canción fue escrita como una balada; sin embargo, el grupo "lo cambió y agregaron la voz, 'Ba-da-da-da-da', que fue un gran gancho".
Su segundo álbum, Like to Get to Know You, fue lanzado en abril de 1968. Se lanzaron dos sencillos: "Sunday Mornin '" en el invierno, que alcanzó el número 30 del 10 al 17 de febrero de 1968, y "Like to Get to Know You "en la primavera, que alcanzó el puesto 17 el 8 de junio de 1968. La cara B de este último sencillo," Three Ways From Tomorrow ", también recibió una considerable difusión. El álbum incluía su interpretación de "Stardust" y una versión de "Everybody's Talkin '" del cantante popular Fred Neil, un sencillo de éxito de Harry Nilsson y el tema principal de la película Midnight Cowboy.
"Give a Damn" se lanzó como single a finales del verano de 1968. Aunque no se emitió en varios mercados debido a la maldición, y porque fue un comentario sobre la igualdad racial que se convirtió en el tema principal de la Coalición Urbana de Nueva York, el La canción se convirtió en un éxito regional y alcanzó el puesto 43. La canción alcanzó el puesto 26 en las listas de éxitos de la revista canadiense RPM.
La banda también interpretó la canción en vivo en un episodio de noviembre de 1968 de The Hollywood Palace de ABC, así como en The Smothers Brothers Comedy Hour, lo que resultó en que la división de Normas y Prácticas de CBS recibiera numerosas quejas sobre el uso del título de la canción durante las "horas de visualización de la familia ". Según los informes, una de esas quejas provino del presidente Richard Nixon."Give a Damn" se convertiría en la canción de campaña de John Lindsay durante su exitosa carrera como alcalde de Nueva York.

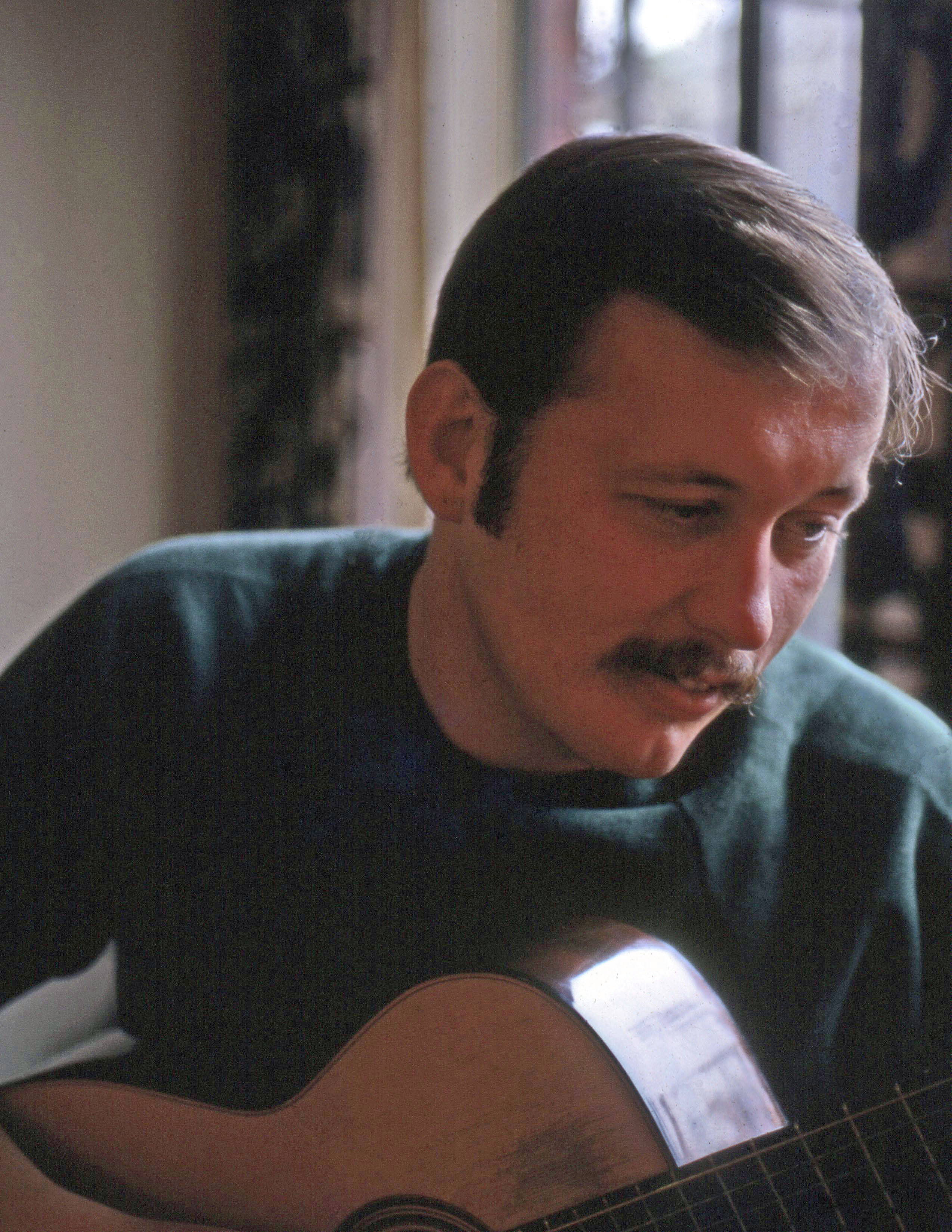
Malcolm Hale (1968)

El 31 de octubre de 1968, el guitarrista principal del grupo, Malcolm Hale, fue encontrado muerto en su casa de Chicago, y los informes de prensa de ese momento atribuyeron la muerte a un ataque de neumonía bronquial. Casi 39 años después, un libro de 2007 declaró que Hale "murió un domingo a los veintisiete años por envenenamiento por monóxido de carbono debido a un mal sistema de calefacción" y ese relato se ha repetido en libros posteriores. [discutir] Independientemente de la causa de la muerte de Hale, fue un golpe devastador para el grupo; el multiinstrumentista hizo gran parte de los arreglos y mantuvo unida a la banda. La muerte de Hale, junto con la satisfacción del grupo por lo que ya habían logrado, llevó a la decisión de disolverse a principios de 1969.[8] Mercury lanzó un tercer álbum, Anything You Choose b / w Without Rhyme or Reason, en enero de 1969. Contenía dos populares canciones, el éxito del verano anterior "Give a Damn" y "Yesterday's Rain" (# 48 Canadá). El grupo se reformó brevemente en 1975 y grabó un álbum (Change) para el sello Epic.[8]

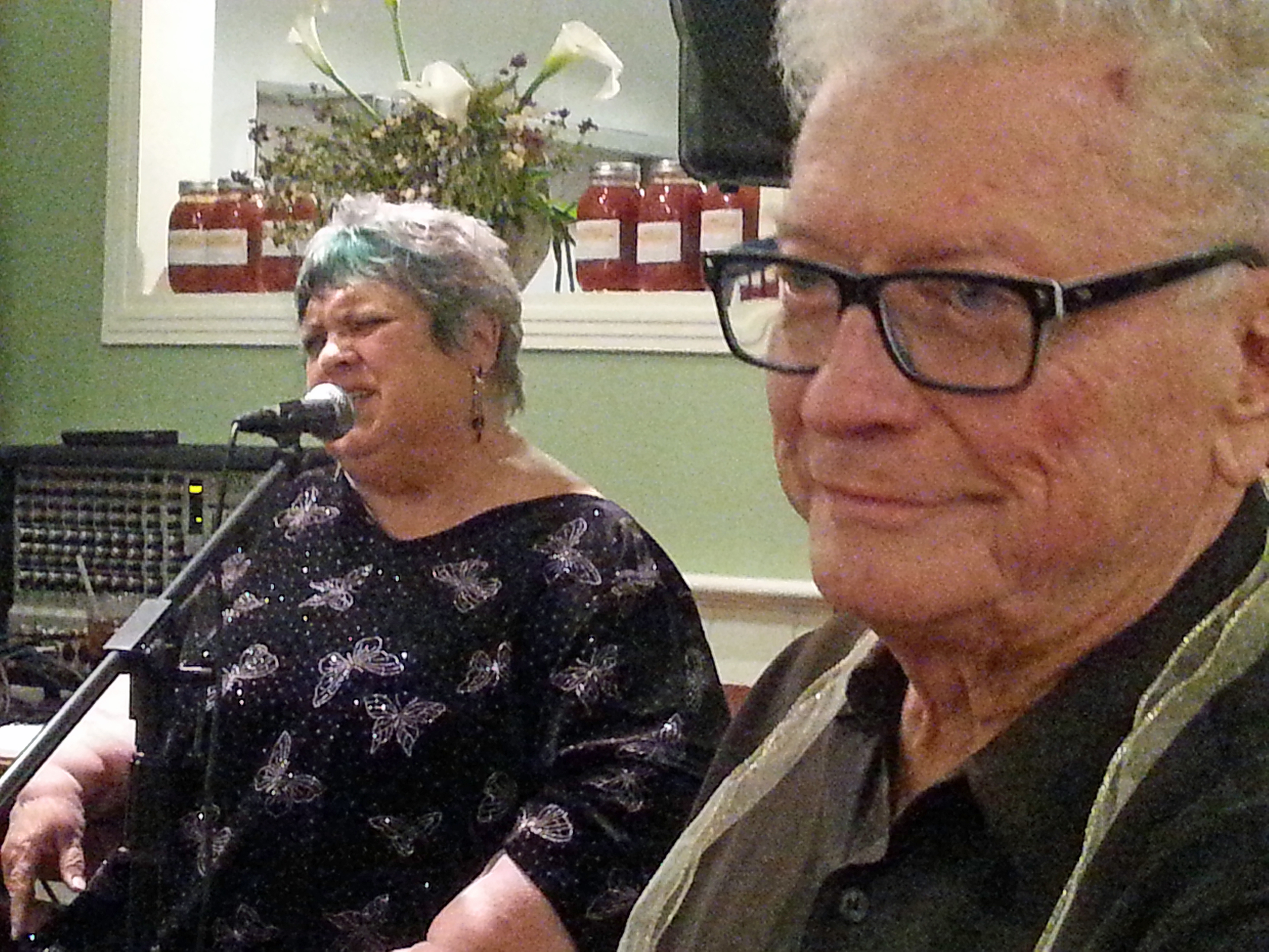
Spanky McFarlane Canta a Curley Tait, manager de Spanky and Our Gang en su 84.º cumpleaños

Después de que la banda se disolvió, McFarlane tuvo cierto éxito como solista. En 1975, tuvo una breve aparición en la película "Moonrunners" como una bartender rudo y torpe. Realizó una gira con The New Mamas and the Papas, cantando las partes que había interpretado la difunta  Cass Elliot. Fue vista en abril de 2011 en el escenario de la producción de South Pacific del Ferndale Repertory Theatre interpretando "Bloody Mary".[11]

## Lanzamientos posteriores
Debido a la continua popularidad de la banda, Mercury lanzó colecciones de álbumes de sus mayores éxitos: Spanky's Greatest Hit (s) de 1969, Give a Damn de 1989 con presupuesto y The Best of Spanky & Our Gang: 20th Century Masters - The Millennium Collection de 2005. Además, Rhino publicó The Best Of Spanky and Our Gang y Hip-O Select en 1986 emitieron una antología de edición limitada de Spanky and Our Gang's Complete Mercury Recordings que incluye grabaciones nunca antes publicadas y extensas notas de la línea.

## Miembros
- Elaine "Spanky" McFarlane (19 de junio de 1942, Peoria, Illinois)  – vocales
- Nigel Pickering (15 de junio de 1929, Pontiac, Míchigan  – 5 de mayo de 2011, St. Augustine, Florida)  – guitarra de ritmo, vocales
- Paul "Oz" Bach (24 de junio de 1939  – 21 de septiembre de 1998)  – guitarra de bajos, vocales (1966 –67)
- Malcolm Hale (17 de mayo de 1941, Butte, Montana  – 30 de octubre de 1968, Chicago, Illinois)  – guitarra líder, trombón, vocales
- John "The Chief" Seiter (17 de agosto de 1947, St. Louis, Missouri)  – tambores, vocales (1967 –69)
- Geoffrey Myers - bajos, vocales (1967)
- Kenny Hodges (3 de agosto de 1936, Jacksonville, Florida  – 29 de enero de 2013, Papillion, Nebraska) – bajo, vocales (1967–69)
- Lefty Baker (nombre real Eustace Britchforth Baker, 7 de enero de 1939, Roanoke, Virginia  – 11 de agosto de 1971, California) – guitarra líder, banjo, vocales (1967-69)
- Jim "Moon" Scherz (26 de abril de 1946, Levittown, Nueva York) – tambores (1975) y director de carretera.

## Discografía

### Álbumes
- - Spanky and Our Gang (Mercury, 1967 - #77)
  - Like to Get to Know You (Mercury, 1968 - #56)
  - Anything You Choose b/w Without Rhyme or Reason (Mercury, 1969 - #101)
  - Spanky's Greatest Hit(s) (Mercury, 1969 - #91)  (muchas canciones recibieron nuevas mezclas estéreo, y en la primera reedición del CD, se eliminaron las sobregrabaciones adicionales)
  - Spanky & Our Gang Live (Mercury, 1970, grabado en 1967)
  - Change (Epic, 1975)
  - The Best of Spanky & Our Gang (Rhino, 1986)
  - The Best of Spanky & Our Gang: 20th Century Masters - The Millennium Collection (Mercury, 2005)
  - The Complete Mercury Recordings (Hip-O Select, 2006) (4 discos, edición limitada de 5000 (sin numerar))
  - Greatest Hits (Mercury, 2007)
  - Back Home Americana (Spectra, 2010)
  - The Singles and More (Crash, 2013)
  - The Complete Mercury Singles (Real Gone Music, 2014) - de hecho, el cuarto disco del conjunto de 4 CD de Hip-O